# Seguridad como servicio
Seguridad como servicio es la práctica de proporcionar las aplicaciones de seguridad tradicionales como un servicio basado en Internet, bajo demanda, a usuarios finales y compañías. Es un ejemplo de la tendencia de Everything as a service y comparte muchas de sus características, en las que las aplicaciones de seguridad se ofrecen como un servicio utilizando Internet como medio de uso. En el área de consumo, lo más común son las suites anti, incluyendo antivirus, antispam y antispyware.
En el mercado de empresas, la Seguridad como servicio se refiere a la entrega por parte de una empresa externa, la infraestructura de los medios, como la gestión y el seguimiento, con la misma tendencia de orientación al servicio y utilizando Internet como el medio para entregar y acceder a la herramienta.

## Historia
El término Security as a service se utilizó por primera vez en el mercado de seguridad en el año 2001.[cita requerida]
Los servicios de seguridad gestionada son conocidos como Secure Web Gateway (SWG). El servicio SWG funciona a través de Internet redirigiendo el tráfico web de la organización a través de un centro de datos para su aplication y limpieza.
Entre los fabricantes en el mercado de PYME que proporcionan soluciones de Security as a service están Symantec, Panda Security y VeriSign.
En el mercado de empresas, las empresas que proporcionan este tipo de soluciones son: Comsenso, McAfee, Panda Security y VeriSign.[cita requerida]

## Características principales
Algunos aspectos de la seguridad están expresamente diseñados para ser optimizados como servicios basados en la web. Estos incluyen: 
- Ofertas que requieren constantes actualizaciones para combatir nuevas amenazas, como el software antivirus y antispyware para usuarios finales.
- Ofertas que necesitan un alto nivel de conocimiento, a menudo no realizadas por la propia empresa que las utiliza y que pueden ser gestionadas de forma remota. Esto incluye mantenimiento periódico, gestión de parches y soporte de elementos de seguridad.
- Ofertas para tareas de gestión de tiempo y de recursos, que son más baratas de gestionar a través de terceros, consiguiendo resultados a través de soluciones basadas en la web.

Las aplicaciones de Security as a service generalmente se facturan según el número de usuarios para los usuarios finales y por solución en el caso de empresas. El precio puede variar dependiendo de los requerimientos de ancho de banda y almacenamiento.

### Servicios de seguridad gestionada
A diferencia de anteriores generaciones de productos de servicio de seguridad gestionada, la seguridad como servicio no requiere que el usuario pierda el control sobre sus preferencias de seguridad. En la actualidad, administradores internos pueden controlar sus políticas de seguridad, instalar actualizaciones de los sistemas, etc., a través de una interfaz basada en web. Los administradores internos pueden controlar sus políticas de seguridad y cambiarlas sin necesidad de llamar al proveedor de servicios.